# Керолін Вуд (плавчиня)
Керолін Вуд (англ. Carolyn Wood, 18 грудня 1945) — американська плавчиня.
Олімпійська чемпіонка 1960 року.